# 슬램 아이스
슬램 아이스는 대한민국의 래퍼다. 2019년 첫 Mixtape을 내며 래퍼로서의 활동을 시작했다.

## 방송
- 랩컵 (2024) - Top100

## 음반
- 밖으로 나가야 해 (2020)
- 뺀질이 (2022)
- Hearthbound 2 IceBorn (2022)
- Dogma (2023)
- My Rap Academia(2024)

### BILLOW
- 빌로우의 파도타기 (2023)

## 기타
- 이샤인 <Take Off> (2020) - 작사/피처링
- 컬리넌 <Plug> (2021) - 작사/작곡/피처링
- (E)And-Y <K-드릴> (2022) - 작사/피처링
- BILLOW <극진> (2023) - 작사/피처링
- 브리 <11월 25일> (2023) - 작곡